# 坎波马格罗
坎波马格罗是巴西巴拉那州的一个市镇。总面积275.466平方公里，总人口23328人，人口密度84.7人/平方公里。